# ایوانز کوندوگبیا
ایوانز کوندوگبیا (انگلیسی: Evans Kondogbia؛ زادهٔ ۳ مهٔ ۱۹۸۹) بازیکن فوتبال اهل فرانسه است.
از باشگاه‌هایی که در آن بازی کرده‌است می‌توان به باشگاه فوتبال رویال شارلوا، باشگاه فوتبال اینتر میلان، و باشگاه فوتبال لوریان اشاره کرد.
وی همچنین در تیم ملی فوتبال جمهوری آفریقای مرکزی بازی کرده‌است.